# أمين نمر
لواء أركان حرب / أمين نَمَّرْ ( - 26 يوليو 2016) قائد عسكري وسياسي مصري، من مواليد مركز أبو كبير بمحافظة الشرقية شغل منصب قائد اللواء 10 مشاة ميكانيكي خلال حرب أكتوبر، ومدير إدارة المخابرات الحربية، ورئيس المخابرات العامة، وسفير مصر لدى دولة الكويت.

## حياته المهنية
- قائد اللواء 10 مشاة ميكانيكي من الفرقة 3 مشاة ميكانيكية خلال حرب أكتوبر.[3]:348
- مدير إدارة المخابرات الحربية والاستطلاع
- رئيس المخابرات العامة المصرية (1986 - 1989)
- سفير مصر لدى دولة الكويت